# Schriftenreihe Ortschroniken des Trierer Landes
Die Schriftenreihe Ortschroniken des Trierer Landes ist eine seit den 1950er Jahren erscheinende Schriftenreihe mit Chroniken zu Trier und anderen Orten in und um das Trierer Land. Vorläufer bildeten drei Ausgaben im Jahr 1957 unter dem Titel Schriftenreihe Ortschroniken, die seinerzeit von der Arbeitsgemeinschaft für Landesgeschichte und Volkskunde des Trierer Raumes, Sektion der Gesellschaft für Nützliche Forschungen in Trier herausgegeben wurden.
Seit 1958 erschienen mehr als 50 Titel, zuletzt auch im Verlag Kliomedia.